# Deadhorse
Deadhorse è un unincorporated community nel Borough di North Slope in Alaska lungo la costa del Oceano Artico. Il villaggio è prevalentemente costituito da alloggi per gli operai della compagnia petrolifera che opera nella Prudhoe Bay. L'unica strada che porta a Deadhorse è la Dalton Highway che parte da Fairbanks e finisce nei pressi del Deadhorse Airport. Nei mesi estivi è possibile disporre di un numero limitato di alloggi per turisti. È una delle prime tappe della Panamericana.
Secondo il censimento condotto nel 2000 gli abitanti residenti tutto l'anno a Deadhorse erano 25, mentre il numero di alloggi  disponibili erano poco più di un centinaio, perlopiù messi a disposizione agli operai della compagnia petrolifera. A Deadhorse esistono oltre all'aeroporto anche una stazione di servizio e uno spaccio.
La compagnia petrolifera che gestisce i giacimenti petroliferi nella Prudhoe Bay è anche responsabile per la manutenzione della Trans-Alaska Pipeline System (TAPS) che fornisce il greggio dalla Prudhoe Bay fino a Valdez nel sud del Alaska. Quasi tutti gli edifici a Deadhorse sono dei prefabbricati modulari.
Normalmente la maggior parte dei turisti raggiunge Deadhorse via bus da Fairbanks lungo la Dalton Highway, impiegando circa due giorni per compiere l'intero tragitto e pernottando una notte a Coldfoot. Durante i mesi estivi è possibile ammirare il Sole di mezzanotte e fare alcune brevi escursioni nella tundra circostante e lungo le coste dell'Oceano Artico.